# 77 سانست ستريب
77 سانست ستريب (بالإنجليزية: 77 Sunset Strip)‏ هو مسلسل جريمة تم إنتاجه في الولايات المتحدة. بدأ عرضه في سنة 1958 على هيئة الإذاعة الأمريكية. بلغ عدد مواسم المسلسل 6 مواسم، بلغ عدد حلقاته 206 حلقات، وتبلغ مدة الحلقة الواحدة 48-50 دقيقة. المسلسل من تأليف روي هاغينز، تم بث المسلسل لأول مرة بتاريخ 10 أكتوبر 1958 بينما تم بث آخر حلقة منه بتاريخ 7 فبراير 1964. من بطولة روجر سميث، ريتشارد لونغ وجاكلين بير.

## روابط خارجية
- 77 سانست ستريب على موقع IMDb (الإنجليزية)
- 77 سانست ستريب على موقع روتن توميتوز (الإنجليزية)
- 77 سانست ستريب على موقع كينوبويسك (الروسية)
- 77 سانست ستريب على موقع ألو سيني (الفرنسية)
- 77 سانست ستريب على موقع قاعدة بيانات الفيلم (الإنجليزية)